# Mafalda de Castilla

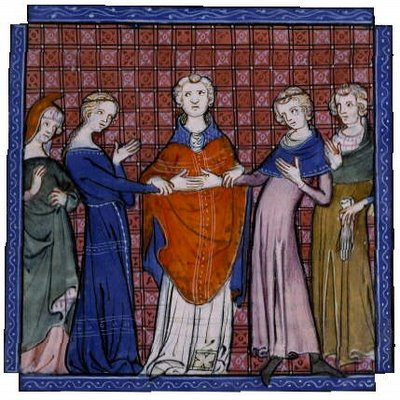
Los esponsales de los padres de Mafalda ― Alfonso VIII de Castilla y Leonor Plantagenet

Mafalda de Castilla (Plasencia, 1191-Salamanca, 1204) era infanta de Castilla, la hija del rey Alfonso VIII de Castilla y de su esposa la reina Leonor Plantagenet.

## Orígenes familiares
Sus abuelos paternos fueron Sancho III de Castilla y Blanca Garcés de Pamplona, y los maternos Enrique II de Inglaterra y su esposa Leonor de Aquitania. Tuvo varios hermanos, entre ellos, el rey Enrique I y la reina Berenguela, madre del rey Fernando III de Castilla.

## Biografía
La infanta Mafalda de Castilla y Plantagenet nació en Plasencia en 1191. En el año 1204 fue prometida en matrimonio al infante Fernando de León, hijo de Alfonso IX de León, que falleció en el año 1214. El matrimonio no llegó a celebrarse ya que la infanta murió en 1204 en la ciudad de Salamanca.

## Sepultura
Existe controversia sobre el paradero de los restos mortales de la infanta Mafalda de Castilla, pues mientras ciertas crónicas señalan que recibió sepultura en la Catedral Vieja de Salamanca, otras señalan que su cadáver fue trasladado a la ciudad de Burgos y sepultado en el Monasterio de Santa María la Real de las Huelgas, donde recibirían sepultura posteriormente sus padres y varios de sus hermanos.
En el lado del Evangelio de la Capilla Mayor de la Catedral Vieja de Salamanca, y oculta por su retablo, se encuentra colocada una placa, que fue renovada en el pasado, en la que se lee la siguiente inscripción:

AQUÍ YACE DOÑA MAFALDA, HIJA DE ALFONSO VIII Y DE LA REINA DOÑA LEONOR Y HERMANA DE DOÑA BERENGUELA, QUE FINÓ EN SALAMANCA POR CASAR, EN 1204

No obstante lo anterior, en el Monasterio de las Huelgas de Burgos se conserva un sepulcro, atribuido a la infanta Mafalda de Castilla, y en el que, durante la exploración del monasterio llevada a cabo a mediados del siglo XX, se comprobó que los restos mortales de la infanta, reducidos a varios huesos, yacían en su sepulcro, colocados en el interior de un ataúd de madera forrado con dos forros superpuestos, siendo uno de los forros de badana y el otro de paño rojo con galones que se encuentra colocado en la nave de Santa Catalina de la iglesia del monasterio de las Huelgas, y junto al que contiene los restos del infante Pedro de Castilla y de Molina, hijo de Sancho IV de Castilla y de la reina María de Molina, fallecido en el Desastre de la Vega de Granada el 25 de junio de 1319.